# Biševo
Biševo (komiški čakavski: Bisovo, tal. Busi) je otok u Jadranskom moru nedaleko Visa, poznat po svojoj Modroj špilji, Medvidinoj špilji, malom plavcu i pješčanim plažama. Površina mu iznosi oko 6 km2, a nalazi se 5 km jugozapadno od gradića Komiže, s kojim je tijekom čitave godine povezan brodskom linijom (prugom). Najviši vrh je Stražbenica, 239 m.

## Povijest
Otok je bio naseljen još u pretpovijesti, u starogrčkom i starorimskom vremenu.

## Naseljenost
Po popisu iz 2001. godine otok je imao 19 stalnih stanovnika, od kojih je 8 starije od 65 godina. Još 1961. je na Biševu bilo 114 stanovnika (prije Drugog svjetskog rata preko 200), koji su se preselili uglavnom u Komižu. Mnogi su i dalje ostali vezani za svoj otok na kojem obrađuju vinograde i maslinike, a ljeti uglavnom i borave na njemu.
Statistike su podatke za otok Biševo prikazivali 1869. kao dio naselja Komiže te sve tako do 1931. godine.
Danas ima desetak stalnih stanovnika, dok se ljeti broj poveća.

## Naselja
Naselja koja su nekad bila redovito nastanjena, a danas nemaju stalnih stanovnika su: 
Salbunora (staro ribarsko naselje), Porat, Mezuporat, Vela Gora, Potok, Polje i Nevaja. Uz obalu nalaze se Porat, Mezoporat i Salbunora, a u unutarnjem dijelu otoka su Polje, Gornja Salbunora, Potok, Velo Gora i Nevaja.
Glavno naselje na otoku je bilo Polje.
Glavna gospodarska grana bili su vinogradarstvo i ribarstvo. Od drugih kultura, bilo je maslina i smokava. Danas je najvažnija grana turizam i gostiteljstvo.

## Prosvjeta
Naselje Polje imalo je nekad školu izgrađenu iseljeničkim donacijama. Radila je do 1961. godine.

## Kultura i znamenitosti
- Crkva sv. Silvestra u Polju na Biševu iz 11. st.[6]
- Podmorska arheološka zona akvatorija otoka Visa, Biševa, Brusnika i Sveca
- Novovjekovni brodolom ispred uvale Saladinca, iz 17. stoljeća

## Poznate osobe
- Mate Martin Bogdanović, industrijalac, pionir tvorničkog konzerviranja ribe na zapadu SAD-a[8]

## Vanjske poveznice
- Građanska inicijativa "Spasimo Biševo"
- Biševo Island Artist Residency Program
- UNDP  Arhivirana inačica izvorne stranice od 2. lipnja 2012. (Wayback Machine) Zemljovid Visa i Biševa